# 石川県立加賀聖城高等学校
石川県立加賀聖城高等学校（いしかわけんりつ かがせいじょうこうとうがっこう、英: Ishikawa Prefectural Kaga Seijo High School）は、石川県加賀市大聖寺馬場町にある公立の定時制高等学校。通称は「聖城（せいじょう）」。

## 設置学科
- 定時制課程
  - 普通科（夜間）

※ 夜間定時制課程のため、石川県内で定職勤務している者であれば、隣接する福井県居住者も志願できる。

## 沿革

### 石川県立大聖寺高等学校定時制課程（前身校）
- 1948年（昭和23年）
  - 7月 - 加賀市大聖寺耳聞山町（旧制大聖寺高等女学校の旧校舎のあった場所）に石川県立大聖寺高等学校定時制課程（夜間部・普通課程）を設置（同時に片山津分校を設置）。
  - 10月 - 山中分校を設置。
- 1954年（昭和29年）4月 - 山代分校を設置。
- 1964年（昭和39年）4月 - 昼間二部制（家政科）を中心校に設置。

### 石川県立加賀聖城高等学校
- 1966年（昭和41年）4月 - 石川県立大聖寺高等学校定時制課程が分離独立し、石川県立加賀聖城高等学校を加賀市大聖寺耳聞山町に開校。
- 1969年（昭和44年）4月 - 加賀市大聖寺馬場町に校舎移転。片山津分校・山代分校を本校に統合。専攻科（服飾デザイン科）設置[1][2]。
- 1970年（昭和45年）4月 - 専攻科廃止。後継校として石川県立加賀女子専門学校が開校[1][2]
- 1973年（昭和48年）4月 - 山中分校を本校に統合、昼間二部制の家政科を廃止し、普通科を設置。
- 1980年（昭和55年）2月 - 校舎改築工事竣工。
- 1988年（昭和63年）4月 - 昼間二部制を変更し一部制とする。
- 1989年（平成元年）5月 - 体育館改築工事竣工。
- 1992年（平成4年）12月 - 全天候型テニスコート完成。
- 1995年（平成7年）10月 - 校門完成。
- 2000年（平成12年）4月 - 単位制高等学校に移行、2学期制を導入。
- 2002年（平成14年）3月 - 調理実習室増設工事竣工、校内LAN設置。
- 2003年（平成15年）3月 - 部室新築工事竣工。
- 2005年（平成17年）11月 - 創立40周年記念絵画披露、記念植樹。
- 2008年（平成20年）
  - 3月 - 面談室を新設。
  - 4月 - 昼間部募集停止。
- 2011年（平成23年）3月 - 昼間部終了、記念碑「心のふるさと」建立、テニスコート照明塔1基増設。
- 2013年（平成25年）12月 - 校舎耐震工事竣工。

## 部活動
- 運動部 - 陸上、ソフトテニス、バドミントン

## 校歌
作詞：森山啓、作曲：長谷川良夫

## 所在地
〒922-0048 石川県加賀市大聖寺馬場町28

## アクセス
- IRいしかわ鉄道・ハピラインふくい大聖寺駅 徒歩約12分
- 北鉄加賀バス「越前町」または「関町」停留所 徒歩約3分